# Brachygalea albolineata
Brachygalea albolineata is een vlinder uit de familie uilen (Noctuidae). De wetenschappelijke naam is voor het eerst geldig gepubliceerd in 1905 door Blachier.
De soort komt voor in Europa.